# Mostafa Fathi
Mostafa Mohamed Fathi Abdel-Hameid, abrégé Mostafa Fathi (en arabe : مصطفى فتحى), né le 12 mai 1994 à Mansourah, est un footballeur international égyptien. Il évolue au poste d'ailier droit à Pyramids FC.

## Carrière

### En sélection
Mostafa Fathi honore sa première sélection le 14 juin 2015, lors d'un match contre la Tanzanie rentrant dans le cadre des éliminatoires de la Coupe d'Afrique des nations 2017 (victoire 3-0). En décembre 2023, il est retenu dans la liste des vingt-sept joueurs égyptiens sélectionnés par Rui Vitória pour disputer la Coupe d'Afrique des nations 2023.

## Statistiques
| Saison                | Club                  | Championnat           | Championnat | Championnat | Coupe(s) nationale(s) | Coupe(s) nationale(s) | Supercoupe | Supercoupe | Compétition(s) continentale(s) | Compétition(s) continentale(s) | Compétition(s) continentale(s) | Égypte | Égypte | Total | Total |
| Saison                | Club                  | Division              | M.          | B.          | M.                    | B.                    | M.         | B.         | Comp.                          | M.                             | B.                             | M.     | B.     | M.    | B.    |
| 2013-2014             | Zamalek SC            | Premier League        | 13          | 3           | 4                     | 1                     | -          | -          | CL                             | 4                              | 1                              | -      | -      | 21    | 5     |
| 2014-2015             | Zamalek SC            | Premier League        | 24          | 3           | 4                     | 2                     | 0          | 0          | CC                             | 10                             | 3                              | 1      | 0      | 39    | 8     |
| 2015-2016             | Zamalek SC            | Premier League        | 30          | 5           | 4                     | 2                     | 1          | 0          | CL                             | 7                              | 1                              | 3      | 0      | 45    | 8     |
| 2016-2017             | Zamalek SC            | Premier League        | 0           | 0           | -                     | -                     | -          | -          | -                              | -                              | -                              | 2      | 0      | 2     | 0     |
| Total sur la carrière | Total sur la carrière | Total sur la carrière | 67          | 11          | 12                    | 5                     | 1          | 0          | -                              | 21                             | 5                              | 6      | 0      | 107   | 21    |

## Palmarès
Il remporte le championnat d'Égypte en 2014-2015 ainsi que la coupe d'Égypte en 2015 et 2016 avec le Zamalek SC.